# Sallèles-d'Aude

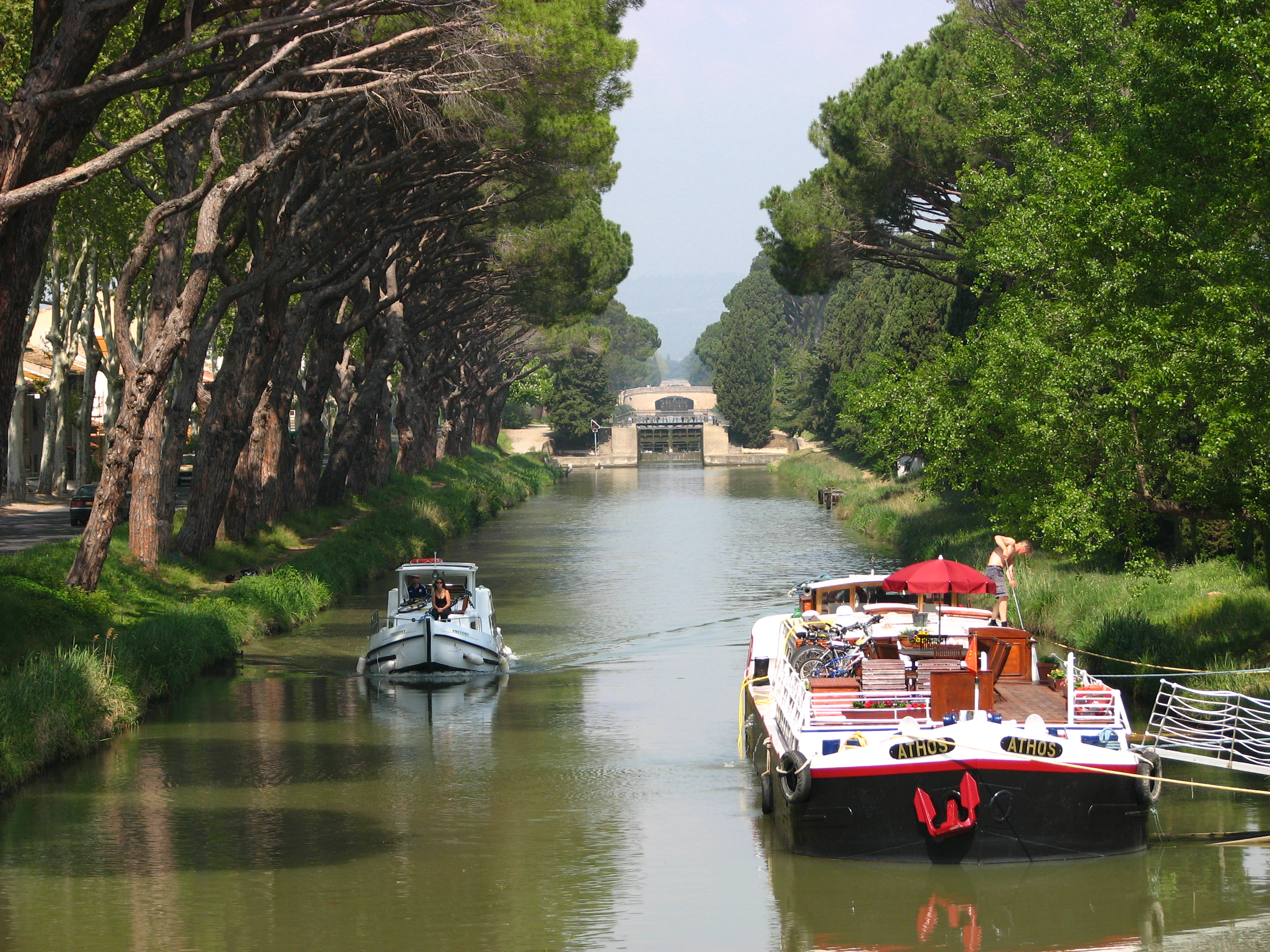
Canal de Jonction at Sallèles d'Aude

 Sallèles-d'Aude là một xã của Pháp, nằm ở tỉnh Aude trong vùng Occitanie.